# Довбальний верстат
Довбальний верстат,
1. металоріжучий верстат для обробки важкодоступних прямих або похилих зовнішніх і внутрішніх поверхонь, пазів і канавок будь-яких профілів (головним чином некрізних, з малими відстанями для виходу інструменту). Головний рух — прямолінійний — здійснюється зворотно-поступальним переміщенням у вертикальній площині повзуна з супортом і закріпленим в нім довбальним різцем, або долбяком. Привод повзуна механічний або гідравлічний. Рух подачі — прямолінійний або круговий — виконується періодичними переміщеннями столу, на якому закріплюють оброблювані вироби. Продуктивність довбального верстату нижче, ніж фрезерного і протяжного. Застосовують в одиничному і дрібносерійному виробництвах.
2. у деревообробці — верстат для вибірки прямокутних і овальних пазів і отворів в дерев'яних деталях. Довбальний верстат застосовують при виробництві меблів, вікон, дверей, лиж, деталей для вагонів, суден тощо. Залежно від типа використовуваного ріжучого інструменту розрізняють довбальні верстати цепо-, сверлільно- і різцедовбальні. Ріжучий інструмент цепнодовбальних верстатів — фрезерні ланцюжки різних розмірів (залежно від величини паза або гнізда), рухомі по спеціальній направляючій (змінною) шині. Ріжучий інструмент сверлільнодовбальних верстатів — порожнисте долото, в середині якого обертається свердло. Робочий стіл, на якому кріпиться деталь, може переміщатися в поздовжньому і поперечному напрямах і нахилятися під кутом до горизонтальної площини. Різцедовбальні верстати забезпечені плоскими різцями, що мають в нижній робочій частині зуби-різці, які, здійснюючи рух, що гойдає, довбають отвори і одночасно видаляють стружку.